# Umberto Barberis
Umberto Barberis (Sion, 5 juni 1952) is een voormalig Zwitsers voetballer en trainer. Hij is de vader van Sébastien Barberis.

## Carrière
Barberis speelde gedurende zijn carrière voor de Zwitserse ploegen FC Sion, Servette, Grasshopper en de Franse ploeg AS Monaco. Hij kwam aan 54 wedstrijden waarin hij 7 keer scoorde voor Zwitserland. Na zijn spelerscarrière trainde hij ook nog Lausanne-Sport, FC Sion, Servette, FC Baulmes, KAC Kenitra en Dubai CSC.

## Erelijst
- FC Sion
  - Zwitserse voetbalbeker: 1974
- Servette
  - Zwitsers Landskampioen: 1979, 1985
  - Zwitserse voetbalbeker: 1978, 1979, 1984
- AS Monaco
  - Ligue 1: 1982
- Persoonlijk
  - Zwitsers voetballer van het jaar: 1975, 1979, 1980